# 陸耽
陆耽（3世纪—303年），吴郡吴县（今江苏苏州）人，西晋官员。
其祖父陆逊曾任东吴丞相，父陆抗东吴大司马。孙吴灭亡，陆耽随兄长陆机、陆云入洛阳。“八王之乱”中，与兄长陆机、陆云依附成都王司马颖，为平东祭酒。太安二年（303年）十月初九，陆机兵败被杀，陆耽与陆云、孙拯被捕入狱。黄门孟玖和陆机有仇，催促司马颖下令杀掉陆云、陆耽，夷灭陆机三族。